# Janken Wiel-Hansen
Johanne Sofie "Janken" Wiel-Hansen, född 11 juli 1868 i Fredrikshald i Norge, död 3 april 1938 i Stockholm, var en norsk-svensk idrottare. Hon var en pionjär inom fäktning. Hon var initiativtagare till Stockholms Kvinnliga Fäktklubb och känd som "Stockholms och Sveriges D’Artagnan".

## Biografi
Janken Wiel-Hansen föddes 1868 i norska Fredrikshald, dagens Halden, vid gränsen till Sverige. Som gräns-, industri- och handelsstad fanns där många internationella kontakter. Fadern, Wilhelm Hansen, tillhörde en av stadens förmögna patricierfamiljer som bedrev redarverksamhet och handel med virkesprodukter. Han utbildades till forstmästare i Aschaffenburg, Bayern. Där träffade han den katolska Juliane Catharina Josepha (Julie) Steigerwald. De gifte sig och flyttade till Fredrikshald. Utöver Janken (egentligen Johanne Sofie) fick de barnen Anni och Wilhelm. Under småbarnsåren flyttade familjen flera gånger mellan Norge och Sverige, för att till slut bosätta sig i Stockholm där fadern tidigt dog, 1886. Knappt ett år efter faderns död anställdes Janken Wiel-Hansen på P.A. Norstedt & Söners förlag. Hon var en av de första kvinnorna inom företaget, och var sedan anställd där i 25 år som kontorist och ansvarig för kontantförsäljningen. Båda hennes yngre syskon fick inom ett par år också arbete vid förlaget.
Wiel-Hansens byte av förnamn är inte känt, men namnbytet sker under början på 1900-talet och framgår i svenska medier våren 1906. Året innan, 1905, ansökte hon om svenskt medborgarskap.
Janken Wiel-Hansen uppges ha fått sitt idrottsintresse från fadern. Förutom fäktning ägnade hon sig åt cykling, gymnastik, ridning, rodd, segling, skidåkning och skridskor. I början av 1900-talet, när hon är över 30 år, mötte Janken Wiel-Hansen fäktningen, som hon menade var den ultimata sporten för kvinnor. Hon tog sina första fäktningslektioner 1903. Somrarna 1904 och 1905 studerade hon fäktning i England och Frankrike. År 1906 deltog hon i de internationella fäkttävlingarna i Tourcoing och blev internationell mästare, något som gjorde avtryck i pressen på hemmaplan. År 1905 tog hon initiativ till bildandet av Stockholms Kvinnliga Fäktklubb, där hon resten av sitt liv var en av ledarna. Klubben var en av Stockholms första idrottsföreningar för kvinnor. Janken Wiel-Hansens starka argumentation för fäktningens fördelar och inte minst hennes stora framgångar inom den bidrog till att sporten väckte acceptans som en lämplig idrott för kvinnor. Detta då den premierar grace, lugn och av åskådarna ansågs ha ett estetiskt värde. Samtidigt intog pressen och de manliga fäktklubbarna en något raljant inställning till kvinnlig fäktning. 1929 tilldelades hon tillsammans med två män Svenska Fäktförbundets högsta utmärkelse, en hederssköld i guld, då denna hedersbetygelse för första gången delades ut.
Vid sidan av fäktningen var sociala aktiviteter viktiga i Stockholms Kvinnliga Fäktklubb. I anslutning till fäktlokalerna inreddes sällskapsrum. Tebjudningar, soaréer och teaterföreställningar var en del i föreningens arbete. Här möttes såväl yrkesaktiva som hemmafruar för avkoppling. Flertalet av medlemmarna kom från samhällets övre klasser. Den idrottsintresserade kronprinsessan Margareta var hedersmedlem. 
Janken Wiel-Hansen tyckte om att stå på scen och var återkommande som aktör, inte bara i fäktklubbens uppsättningar utan också i teaterföreställningar hos Sällskapet Nya Idun, där hon var medlem. Hon spelade ofta mansroller. I Janken Wiel-Hansens efterlämnade fotoalbum finns bilder av henne där hon poserar som fäktare, som Napoleon och som en bayersk yngling i tyrolerdräkt med pipa i mungipan. Gemensamt för dessa teaterföreställningar var att de skrevs av Janken Wiel-Hansens nära vän, Ida von Plomgren, även hon framgångsrik fäktare. Ida von Plomgren var aktiv i och anställd vid Fredrika Bremer-förbundet. Även Janken Wiel-Hansen ingick i kretsen kring förbundet och var medlem i det. Plomgren och Wiel-Hansen företog flera resor tillsammans, bland annat till Bayern och Norge.
Plomgren och Wiel-Hansen delade bostad och bodde på samma adress åtminstone de sista 15 åren före Wiel-Hansens död 1938. Janken Wiel-Hansen upprättade kort före sin död ett testamente där Plomgren var ensam förmånstagare.
Allvarlig reumatism gjorde att Janken Wiel-Hansen fick dra sig tillbaka från arbetslivet redan vid drygt 40 år fyllda. Engagemanget i fäktklubben fortsatte trots detta. Under goda perioder kunde hon fäktas och hon fortsatte att instruera. Tidvis fick detta ske från rullstol. Stockholms Kvinnliga Fäktklubb lades ner kort tid efter Wiel-Hansens död, och uppgick i den större, manliga Föreningen för Fäktkonstens Främjande.
Som person väckte Janken Wiel-Hansen uppmärksamhet på Stockholms gator. Carl Milles porträtterade henne med skulpturen Skrattet, som visas på Millesgården på Lidingö. Tidigt drog hon blickarna till sig när hon på vintrarna ägnade sig åt konståkning på isarna runt staden. Idrotten fick också Janken Wiel-Hansen att finna sin stil. Hennes flitiga cyklande gjorde att hon klädde sig i sportkjol och blus. Redan under 1900-talets första år orsakade hennes ”manligt kortklippta hufvud” många kommentarer. Janken Wiel-Hansens stilideal utvecklades till en praktisk grå promenaddräkt som hon lät sy upp i samma modell år efter år. Till fest hade hon svart dräkt eller herrkavaj med lång kjol.
Janken Wiel-Hansen behöll sin stil och klädsel till sin död 1938. Hon är begravd på Norra begravningsplatsen i Solna.